# Welburn (Kirkbymoorside)
Welburn – wieś w Anglii, w hrabstwie North Yorkshire, w dystrykcie (unitary authority) North Yorkshire, w okręgu Kirkbymoorside. Leży 34 km na północ od miasta York i 310 km na północ od Londynu.